# La Madame
La Madame —conocida en Colombia como Historias de una Madame— es una telenovela colombiana producida por RTI Television en coproducción con Sierralta Entertainment Group y Televisa para UniMás en 2013. Basada en el libro Las prepago escrita por Madame Rochy. creada por Nubia Barreto, Andrés Burgos, Carolina Díaz, Alejandro Vergara y Alonso Torres y dirigida por Alejandro Bazzano. Está protagonizada por Alicia Machado como "Madame Rochy, La Madame".

## Sinopsis
Madame Rochy es una seductora, sensual e imponente mujer, quien con su personalidad logrará conquistar el amor de un capo de la mafia llamado Alejandro Puerta. Madame es la dueña de un prostíbulo en Colombia, en donde se encarga de que cada prostituta que trabaja para ella seduzca a todos los políticos y "personas importantes" para sacarles información a su beneficio.

## Reparto
- Alicia Machado —  Rosario/Madame Rochy, «La Madame»
- Roberto Mateos — Alejandro Puerta
- Julio Sánchez Cóccaro — Francisco "Pacho" / Fiscal Ramiro Paniagua
- Johana Bahamón — Tita
- Taylor Sosa — "Estriper de Madame"
- Jéssica Sanjuán — Tatiana Martínez «Gina»
- Norma Nivia — Luly de Puerta
- Margarita Reyes — Edith Montoya
- Eileen Moreno - Laura Rueda
- Pedro Rendón — Sergio Puerta
- Luis Fernando Salas — Raúl Tuirán
- Alfredo Ahnert — Ulises
- Jorge López — Eber
- Juan Alfonso Baptista — Felipe Baena
- Caleb Casas — Ramón
- Tiberio Cruz — Jorge
- Javier Delgiudice — Presidente de la República
- Gary Forero — Felipe Niño
- Alison García — Juliana Puerta
- Jonathan Islas — Jonathan Caballero
- Angélica Jaramillo — Paola
- Alejandra Lara — Ingrid
- Nicolás Nocceti — Profe Olmos
- Estefanía Piñeres — Paola
- Conrado Osorio — Tomas Silva
- Jeri Sandoval — Lisa
- Rubén Sanz — Marcos
- Didier van der Hove — Ministro Diego Ángel
- Maleja Restrepo — Heidy
- Michelle Manterola — Alexandra Rubio
- Lucho Velasco — Ricardo Cerón
- Katherine Escobar — Carmen Briceño
- María Isabel Henao — América Díaz
- Alberto Barrero — Paolo/Juan José
- George Slebi Cusse — Paúl Londoño
- Alejandro López Silva — Felipe Arango
- Giselle Saouda — Letty
- Alejandra Chamorro — Sandra Bueno
- Emma Carolina Cruz — Claudia
- José Luis García — Danilo
- Jenny Vargas — Miranda
- Mónica Uribe — Piedad
- Paola Tovar — Aura
- Pedro Pallares — Fabián
- Fiona Horsey — Ana
- María Nela Sinisterra — Emma
- Abel Rodríguez — Gutzman
- Carla Giraldo — Maribel
- Sandra Hernández — Christina
- Manuel Pachón — Vicente
- Diana Mantilla — Lola
- Jennifer Arenas — Thalia
- Angélica María Roa — Mariana
- Rita Bendek — Simona
- Jenny Osorio — Clara
- Renata González — Gabriela
- Rodolfo Silva — Barragán
- Adriana Silva — Catalina Burgos
- Edna Márquez — Kathia
- Julio César Echeverry — «Mondongo»
- Zair Montes — Ana María
- Sixto Correa — Jorge
- Marcelo Dos Santos — Augusto Fontana
- Carolina Sepúlveda — Bárbara
- Fabio Camero — Almeida
- Luis Guillermo Gálvez — Cristóbal
- María Cristina Galindo — Mariana
- Alejandra Lara — Ingrid Valencia
- Víctor Hugo Ruiz — Daniel Mistral
- Christian de Dios Castillo — Guillermo
- Sandra Beltrán — Mercedes Villa
- Gabriel Ochoa — Jerry
- Lina Castrillón — Sandra Ríos
- Cristóbal Errazuriz — Javier Salamanca
- Myriam de Lourdes Rodríguez — Ruca
- Andrea Noceti — Jimena
- María Luisa Flores — Antonia Maldonado Ávila
- Andrés Martínez — Ricardo
- Luis Enrique Roldán — Joaquín
- Sandra Muñoz — Oriana Palacio
- Rafael Leal — Sebastián Bertoloso
- Daniella Donado — Shania Guzmán
- Fernando Villate — Pablo Bonfante
- Julio Gómez Melo — José
- Sandra Serrato – Alejandra Mariño
- Luis Ernesto Ramírez — Diego
- Tracy Andrade – Damaris Palacio
- Orlando Lamboglia — Fernando
- Julieth Herrera — Laisa Torres
- María Emilia Kamper — «La Mona»
- Daniel Rocha — «El turco»
- Eliana Diosa — Silvia
- Luis Alberto Palacio — General Murillo
- Santiago Munevar — Coronel Rubio
- Adriana López — Estela
- Helga Díaz — Mariana Cifuentes
- Gonzalo Vivanco — Mauricio Méndez
- Marcela Posada — Heidy
- Nair Bermúdez Saade – Camila
- Ricardo González – Luján
- María Teresa Barreto — Sofía Farra
- Steven Salme —  Luis
- Jhonathan Cabrera – Santiago
- Mónica Gaviria – Danna
- Lina Tejeiro – Erica
- Santiago Bejarano – Guillón
- Víctor Cifuentes – Pedro
- Fernando Campo – Alirio
- Juan Pablo Obregón — Gentil Caballero
- Lady Noriega — Alejandría Camacho
- Alejandro Estrada — Felipe Tehran
- Luly Bossa — Fiscal Arrieta